# Nafisat Abdullahi
Nafisat Abdullahi hay tên đầy đủ là Nafisat Abdulrahman Abdullahi (sinh ngày 23 tháng 1 năm 1991) là tên của một diễn viên người Nigeria đến từ Jos, bang Plateau.

## Lí lịch
Bà sinh ra ở thành phố Jos, bang Plateau. Bà là người con gái thứ 4 của ông Abdulrahman Abdullahi, vốn là một người buôn bán xe ô tô và là một chính khách lớn tuổi. Bà học tại trường tư thục không quân ở Jos cho đến khi bà chuyển đến Abuja để học tại trường trung học nữ của chính phủ. Khi ở tuổi thanh thiếu niên, bà bắt đầu đóng những bộ phim của Kannywood (nền công nghiệp điện ảnh của phía bắc Nigeria, ngôn ngữ của những bô phim của nó là tiếng Hausa). Tại đó, bà gia nhập vào hãng phim FKD với ông Ali Nuhu, và ông ấy là người thầy đầu tiên cũng như là duy nhất của bà.

## Sự nghiệp
Bà bắt đầu sự nghiệp diễn xuất của mình vào khoảng đầu năm 2010, tức là 19 tuổi. Bộ phim đàu tiên bà xuất hiện tên là Sai Wata Rana (nó được sản xuất và viết kịch bản bởi Ali Nuhu).
Năm 2012, bà liên tục xuất hiện trong 2 bộ phim tên là Alhini và Marainiya. Và nhờ 2 bộ phim này, sự nghiệp của bà bắt đầu có chuyển biến tốt lên do chúng là một phần của những bộ phim có doanh thu cao nhất trong mọi thời đại.
Năm 2013, bà và một nhà điện ảnh Nollywood (nền công nghiệp điện ảnh của Nigeria) là hai người Nigeria duy nhất được tham dự liên hoan phim quốc tế Berlin.
Tháng 6 năm 2013, bà bị ủy ban kỉ luật của hiệp hội làm phim Arewa của Nigeria đình chỉ vì không đến ủy ban sau khi được mời đến bởi vì bà đã tổ chức một sự kiện bị cấm. Tuy lệnh đình chỉ kéo dài hai năm, nhưng vào tháng 8 năm 2013, lệnh đình chỉ bị hủy bỏ. Sau đó năm 2014, bà diễn diễn xuất trong hai bộ phim tên là Aminu Saira's Kalamu Wahid và 'Ya Daga Allah.